# Gustavo Gaviria
Gustavo de Jesús Gaviria Rivero (Pereira, 25 dicembre 1946 – Medellín, 11 agosto 1990) è stato un criminale colombiano, cugino di Pablo Escobar.

## Biografia
Responsabile per l'esportazione di cocaina, era il braccio destro di Pablo Escobar, accompagnando la sua carriera criminale sin dai primi anni Settanta. Proprietario di un patrimonio paragonabile a quello del cugino, non era così conosciuto negli ambienti della criminalità in quanto manteneva un profilo piuttosto basso, anche avendo un grande apparato militare al suo servizio. Divenne il secondo narco-terrorista più importante dopo la morte di José Gonzalo Rodríguez Gacha. È stato ucciso a Medellín nel corso di un'operazione di polizia il 11 agosto 1990. Al momento della sua morte, era senza scorta e con la sua famiglia .
La morte di Gustavo Gaviria avvenne 5 giorni dopo l'insediamento del presidente Cesar Gaviria; si ritenne che il presidente avesse cominciato l'attività del suo governo con un'offensiva frontale contro il narcoterrorismo. La fine di Gustavo Gaviria innescò una controffensiva da parte di Pablo Escobar, che destabilizzò inizialmente il governo del presidente César Gaviria. La morte di Gustavo Gaviria colpì profondamente Pablo Escobar, dato il profondo rapporto personale e di business che legava i cugini. Escobar non poté partecipare alla messa funebre, ma ascoltò la cerimonia attraverso una radiotrasmittente che un assistente aveva attaccato al sacerdote officiante la messa.

## Nella cultura di massa
Nella serie TV colombiana del 2012  Pablo Escobar: El Patrón del Mal, il personaggio di Gustavo Gaviria viene interpretato dall’attore messicano Christian Tappan; lo stesso attore che ha interpretato Kiko Moncada nella serie Netflix  Narcos.
Nella serie TV del 2015 Narcos, prodotta da Netflix, il personaggio di Gustavo Gaviria viene interpretato dall'attore colombiano Juan Pablo Raba.